# Contea di Luce
La contea di Luce, in inglese Luce County, è una contea dello Stato del Michigan, negli Stati Uniti. La popolazione al censimento del 2000 era di 7 024 abitanti. Il capoluogo di contea è Newberry.

## Contee e distretti confinanti
- Distretto di Thunder Bay (Ontario, Canada) - nord
- Distretto di Algoma (Ontario, Canada) - nord-est
- Contea di Chippewa - est
- Contea di Mackinac - sud
- Contea di Schoolcraft - sud-ovest
- Contea di Alger - ovest

## Comuni
L'unico village è Newberry, il capoluogo.